# Clemens Wallishauser
Clemens Wallishauser (* 9. November 1973 in Wien) ist ein ehemaliger österreichischer Squashspieler.

## Karriere
Clemens Wallishauser spielte im Jahr 1997 erstmals auf der PSA World Tour. Seine beste Platzierung in der Weltrangliste erreichte er mit Rang 77 im Februar 1999. Zwischen 1997 und 1999 wurde er dreimal in Folge österreichischer Staatsmeister. Im Doppel gewann er 2015 den Staatsmeistertitel. Mit der österreichischen Nationalmannschaft nahm er 1995, 1997, 1999 und 2003 an der Weltmeisterschaft teil. Darüber hinaus gehörte er mehrfach zum österreichischen Kader bei Europameisterschaften. Er vertrat Österreich zudem 1999 beim WSF World Cup an der Seite von Pamela Pancis und Gerhard Schedlbauer.
Wallishauser wurde vom österreichischen Verband 2004 lebenslang gesperrt, nachdem er wiederholt positiv auf Marihuana getestet wurde. Sein kurz zuvor gewonnener Staatsmeistertitel wurde ihm wieder aberkannt und seinem Finalgegner Andreas Fuchs zugesprochen. International blieb er allerdings weiterhin spielberechtigt. 2011 wurde die Sperre nachträglich auf acht Jahre verringert und lief im März 2012 aus.

## Erfolge
- Österreichischer Staatsmeister: 3 Titel (1997–1999)
- Österreichischer Staatsmeister im Doppel: 2015